# Monodelphis rubida
Monodelphis rubida és una espècie d'opòssum de Sud-amèrica. Viu al Brasil.